# 皮茲內
50°50′46″N 31°5′24″E / 50.84611°N 31.09000°E
皮茲內（烏克蘭語：Пізнє），是烏克蘭北部的村莊，隸屬切爾尼希夫州的切爾尼希夫區。該村始建於1600年，面積0.2平方公里，海拔高度112米，2001年人口25，人口密度每平方公里123.2人。